# Maranabeed, Hangal
Maranabeed là một làng thuộc tehsil Hangal, huyện Haveri, bang Karnataka, Ấn Độ.